# Oberhallau
Oberhallau es una comuna suiza del cantón de Schaffhausen. Limita al norte con la comuna de Schleitheim, al este con Gächlingen, al sur con Neunkirch, y al oeste Hallau y Stühlingen (DE-BW).